# Vršac
Vršac (Servisch: Вршац) is een stad gelegen in het district Južni Banat in de Servische provincie Vojvodina. In 2003 telde de stad 36.300 inwoners.

## Sport
In 2012 was Vršac een van de vier speelsteden tijdens het EK handbal (mannen).

## Geboren
- Döme Sztójay (1883-1946), fascistisch Hongaars premier

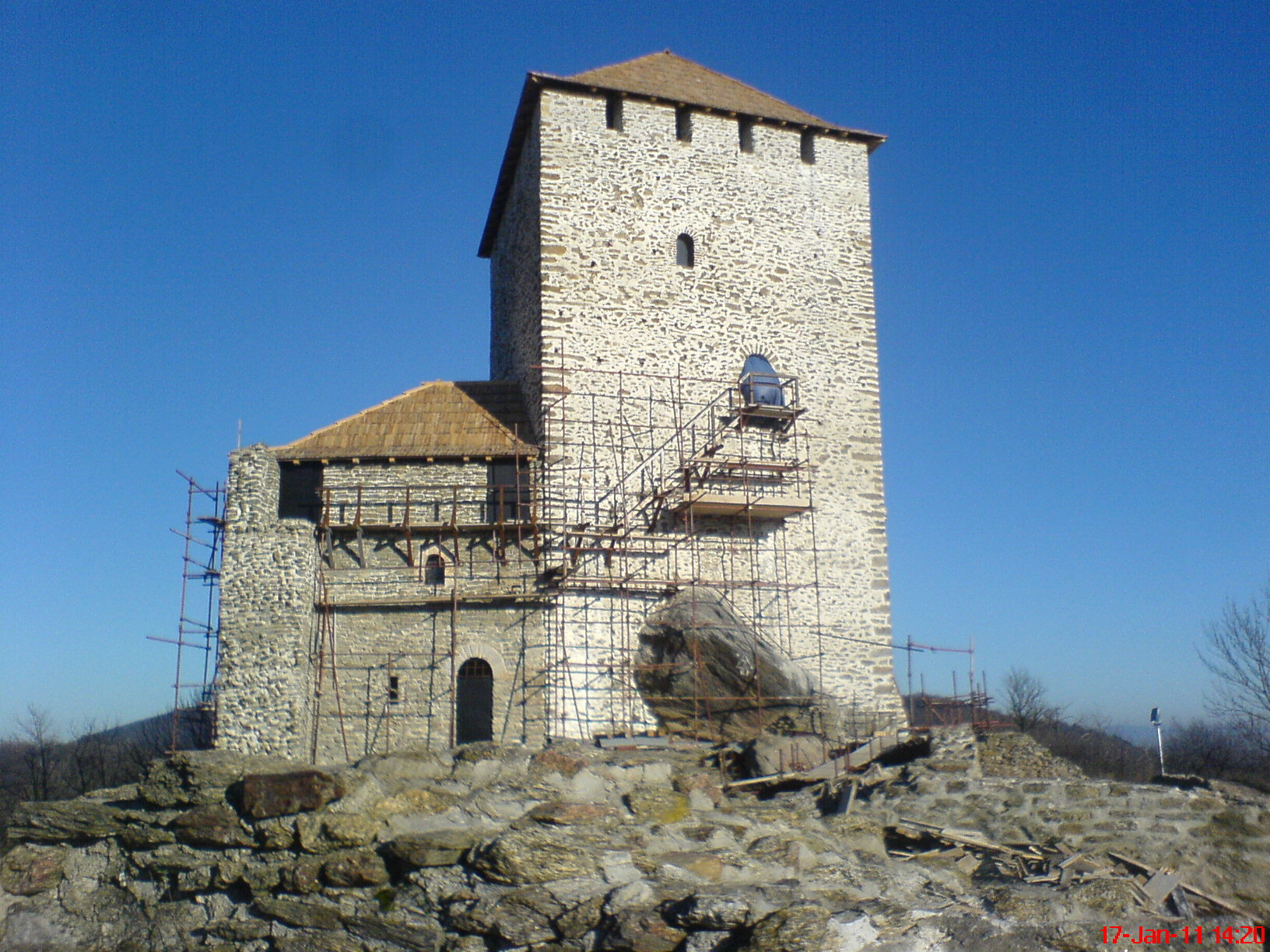
Kasteel